# Schönengrund
Schönengrund (gsw. Im Schönegrond) – gmina (niem. Einwohnergemeinde) w północno-wschodniej Szwajcarii, w kantonie Appenzell Ausserrhoden, w niemieckojęzycznej części kraju. 31 grudnia 2014 liczyła 510 mieszkańców. Do 1995 należała do okręgu Hinterland.